# Trần Thu Hà
Trần Thu Hà, aussi connu sous le pseudonyme Hà Trần, née le 26 août 1977 à Hanoi, Vietnam, est une chanteuse viêtnamienne,,. Elle est l'une des quatre divas de la musique viêtnamienne, avec Hong Nhung, Mỹ Linh et Thanh Lam.